# Abbaye du Val des Écoliers de Verbiesles
 (novembre 2018).
Si vous disposez d'ouvrages ou d'articles de référence ou si vous connaissez des sites web de qualité traitant du thème abordé ici, merci de compléter l'article en donnant les références utiles à sa vérifiabilité et en les liant à la section « Notes et références ».
L'abbaye Notre-Dame du Val des Écoliers (Vallis Scholarium), fondée au début du XIIIe siècle par les Écoliers du Christ, est située à Verbiesles, près de Chaumont, dans la Haute-Marne, en région Grand Est (ex-région Champagne-Ardenne). Le prieuré est la maison-mère de l'Ordre des Écoliers du Christ et a été promu au rang d'abbaye en 1539.

## Fondation
Une chapelle dédiée à la Sainte Vierge aurait existé dès le XIIe siècle. C'est en venant la visiter en 1201 que Guillaume, docteur à l'Université de Paris, décida de s'y fixer avec trois autres docteurs : Richard, Evrard et Manassès. Il s'installèrent aux bords de la chapelle et furent rejoints par d'autres étudiants, ce qui donna au prieuré son nom de Val des Écoliers.
En 1212, Guillaume de Joinville, évêque de Langres, leur donna un terrain sur lequel ils purent construire leur prieuré.
En 1214, le prieuré essaima sa première fille avec la maison de Bonvaux, fondée en 1214, près de Dijon, par le duc de Bourgogne.
En 1215, les étudiants sont rejoints par Frédéric, élu évêque de Châlons mais qui a résigné, et docteur en droit ; puis vers 1250 par Étienne de Cudot, archidiacre d'Auxerre.
Les religieux de ce nouvel ordre prirent Sainte Catherine comme patronne et adoptèrent la règle de saint Augustin avec les constitutions de l'abbaye Saint-Victor de Paris. L'ordre fut approuvé en 1215 par l'évêque de Langres Guillaume de Joinville puis par le pape Honorius III en 1219.
Pendant l'hiver 1233, le prieuré fut dévasté par des inondations, qui causèrent également la mort de plusieurs moines. L'évêque de Langres Robert de Thourotte leur donna un nouveau terrain à deux kilomètres du premier. Les moines abandonnèrent alors le Vieux-Val et s'établirent dans un nouveau prieuré appelé Grand-Val, dans lequel ils déménagèrent les ossements de tous leurs frères décédés depuis la fondation du prieuré.
Le prieuré connut alors une grande prospérité, attirant de nombreux écoliers. De plus, il entretenait douze étudiants provinciaux à Paris dans la Maison Sainte-Catherine.

## Histoire
En 1469, l'ordre du Val-des-Écoliers  fut exempté de la juridiction épiscopale.
En 1539, le prieuré fut érigé en abbaye par le pape Paul III, et par une bulle datée de la même année l'abbé fut autorisé à porter les insignes épiscopaux.
Au XVIIe siècle, l'abbé Laurent Michel unit l'abbaye à la congrégation de France, dite congrégation de Sainte-Geneviève de Paris. À la suite de cette réforme, les abbés ne sont plus élus à vie, mais pour une période de trois ans.
Aux XVIe et XVIIe siècles, l'abbaye souffrit beaucoup des guerres.
En 1790, lors de la Révolution française, l'abbaye fut saisie comme bien national puis les bâtiments furent vendus et servirent à l'installation de manufactures.

## Maisons filles du prieuré du Val des Écoliers
Moins de vingt ans après sa fondation le prieuré avait déjà 22 autres monastères sous juridiction, tant en France qu'à l'étranger.
(liste non exhaustive)[à développer]
- prieuré de Bonvaux, près de Dijon, fondé en 1214.
- prieuré de Notre-Dame-des-Ermites, dans la forêt de Wassy, fondé en 1216.
- prieurés de Belroy, fondé en 1217.
- prieuré de Saint-Jacques, à Pont-sur-Seine, fondé en 1217.
- prieuré d'Epineusval, à Villiers-aux-Bois, entre Wassy et Saint-Dizier, fondé en 1219.
- prieuré de Notre-Dame de Laudève, au diocèse de Reims, fondé en 1219.
- prieuré de Notre-Dame de Beauhamp de Saint-Paul de Reims.
- prieuré Notre-Dame de Géonsart, près de Namur.
- Couvent Sainte-Catherine-du-Val-des-Écoliers, à Paris, fondé en 1228.

## Liste des prieurs puis abbés

### Liste des prieurs
- Guillaume, prieur dès 1201. Raymond, doyen de Luzy, lui donne en 1219 un emplacement pour construire un moulin.
- Richard de Narcey, l'un des compagnons de Guillaume, prieur en 1222 et 1227. Il mourut au Vieux-Val, avant le déménagement des religieux au Val nouveau en 1234.
- Jean Ier, prieur en 1238 et 1246.
- Dominique, prieur en 1246 et 1264.
- Gérard Ier, prieur en 1270 et 1281/ Il convoqua en 1279 un chapitre général de l'ordre.
- Ebroin, parisien, aumônier de la reine Marie, deuxième femme de Philippe-le-Hardi, prieur en 1291 et 1296, convoqua les chapitres généraux de 1293 et 1296.
- Laurent Ier de Poulangy, prieur en 1297 et 1304, années où se tinrent des chapitres généraux. Cet illustre prieur, qui avait eu pour maître Grégoire de Bourgogne, docteur célèbre de ce temps, mort à Paris vers 1291, religieux du Val et prieur de Sainte Catherine, était confesseur de Robert, duc de Bourgogne, et fut son exécuteur testamentaire. Dans le même temps florissaient dans l'ordre les religieux Jean de Châtillon, célèbre professeur de théologie, Anselme, pénitencier du pape, Jean des Granges, aumônier de la reine Jeanne de Navarre, épouse de Philippe- le-Bel, laquelle mourut en 1304, illustre et signalée bienfaitrice de l'ordre.
- Denis Ier, prieur en 1307.
- Gauthier, prieur en 1312 et 1313. En ce temps-là Jean de Grandpré, religieux du Val, était aumônier de Philippe le-Bel et de Jean-le-Hutin et fut le neuvième des grands aumôniers de France.
- Robert, prieur en 1317 et 1318.
- Gérard II, prieur en 1324.
- Jean II, prieur en 1323. Sous lui florissaient les religieux Jean de Sédéloos, maître en théologie, et Pierre de Verberie, docteur de Paris.
- Guy, prieur en 1338, année où il convoqua un chapitre général, et en 1341.
- Parisius, prieur en 1342 et 1343.
- Jean III, prieur en 1352. Sous lui vivait Pierre du Fay, docteur en théologie.
- Laurent II de Langres, prieur en 1354 et 1385. Il réunit les chapitres généraux de 1369 et 1383. Sous ce prieur florissait le célèbre docteur Henri, religieux du Val.
- Pierre Ier de Luzy, prieur en 1395 et 1400.
- Jacques Ierde Mareilles, prieur en 1404 et 1403.
- Nicolas Perrot de Chamarandes, prieur en 1419, 1425 et 1436. Il obtint de Charles de Poitiers, évêque de Langres, l'église de Cirey-les-Mareilles.
- Pierre II Séclier, né à Poinson-les-Nogent, prieur en 1427 et jusqu'en 1453 où il mourut très âgé. Il présida les chapitres généraux de 1427, 1428, 1430, 1441 et 1443.
- Jean IV Perrot, prieur de 1453 à 1474. Ce prieur célèbre, né à Brottes, fit ses études au couvent de Sainte-Catherine de Paris, et obtint en 1461 le grade de docteur. Il présida les chapitres généraux de 1454, 1456, 1463 et 1467. Devenu confesseur et prédicateur de René, roi de Sicile et comte de Provence, il accompagna ce prince à Marseille et y mourut en 1474, âgé de 45 ans. Ce fut lui qui obtint du pape Paul II, pour les religieux de son ordre, le privilège d'être exemptés de la juridiction épiscopale et soumis immédiatement au Saint-Siège.
- Denis II Séclier, né à Poinson-les-Nogent, ancien prieur d'Epineuseval, de 1474 à 1504. Il tint les chapitres-généraux de 1485 et 1504. Sous lui Jean Nervet, religieux de l'ordre et aumônier de Louis XI, devint évêque de Mégare.
- Jean V de Montmirel, chaumontais, évêque de Vaison, en 1474, évincé.
- Jacques II Cornuot, prieur de 1504 à 1511 où il mourut. Il présida les chapitres généraux de 1507, 1508 et 1510.
- Jean VI Péronde, bachelier en droit, ancien prieur de Bonvaux, prieur de 1511 à 1514 où il meurt.
- Pierre III Bertrand, ancien curé de Poinson-les-Nogent, prieur de 1514 à 1519 où il meurt.
- Clément Cornuot, parent de Jacques Cornuot, prieur de 1519 à 1539, époque où le Val-des-Ecoliers fut érigé en abbaye par le pape Paul III. Il assista en 1527 au concile de Lyon.

### Liste des abbés
- Clément Cornuot (susdit), abbé de 1539 à 1541 où il mourut avec la réputation d'un pieux et saint abbé.
- Claude de Longwy, cardinal de Givry, évêque de Langres, abbé commendataire en 1541 mais dut résigner peu après.
- Bernard du Châtel, abbé en 1543 et 1553.
- Jean Ier Benoît, dominicain, docteur en théologie, ami du cardinal de Guize, abbé de 1553 à 1562 où il mourut et fut inhumé à Langres dans l'église des frères prêcheurs.
- Philippe de Choiseul, abbé de 1562 à 1570. I1 fut aussi abbé de Lacrête, chanoine de Langres et archidiacre du Dijonnais. Il était neveu d'un autre Philippe de Choiseul, chanoine de Langres, et abbé de Beaulieu.
- Thomas Morizet, abbé en 1570 où il préside le chapitre général et en 1572 où il résigne.
- Chrétien de Choiseul, abbé de 1572 à 1580 où il résigne.
- Michel Thibouret, abbé de 1580 à 1583 où il résigne.
- Jean II de Choiseul, abbé de 1583 à 1583 où il abdique. Il meurt en 1588.
- Michel Thibouret (susdit), de nouveau abbé de 1586 à 1595, puis curé de Neuilly-sur-Suize.
- Jean III de Chailloux, religieux du Val, docteur en théologie, abbé en 1588 puis évincé.
- Jean IV Noirot, religieux du Val, abbé en 1588 puis  évincé.
- Louis de Vornoy de Bréchainville, ancien bénédictin et prieur de Lagenevroie, abbé depuis 1593. Il fit plusieurs règlements utiles et présida les chapitres généraux de 1600 et 1614.
- Laurent Michel, conseiller et aumônier du roi, ancien curé de Chauffourt, abbé en 1617, convoqua les chapitres généraux de 1620, 1627, où il essaya une réforme mais sans succès, et en 1636 où il unit son abbaye et toutes les maisons qui en dépendaient à la congrégation de France ou de Sainte-Geneviève de Paris, selon la réforme heureusement introduite au couvent de Sainte-Catherine par le cardinal de la Rochefoucauld. Les deux ordres furent alors confondus en un seul, mais l'abbé du Val demeura sujet de l'abbé de Sainte-Geneviève, supérieur-général de tout l'ordre. Laurent Michel donna sa démission en 1652 et mourut en 1657, âgé de 80 ans. Après lui le Val n'eut plus que des abbés triennaux, dont plusieurs cependant furent réélus et continués au bout de trois ans.

### Liste des abbés triennaux
- Gabriel Barbier, abbé en 1652, fut maintenu dans sa charge jusqu'à sa mort en 1662. Né à Biesles en 1602, il fut admis parmi les chanoines réformés de Sainte-Geneviève par le Faure dont la vie a été donnée au public. Devenu prêtre en 1633, il travailla beaucoup à propager la réforme dans toutes les maisons qui dépendaient du Val-des-Ecoliers, même celles de Belgique. Avant de devenir abbé, il était depuis 1637 prieur claustral du Val. On raconte que ce digne religieux se plaisait à parcourir la campagne durant ses moments de loisir, pour instruire les petits enfants. Il mourut à Châtillon-sur-Seine, pendant qu'il visitait les maisons de l'ordre.
- Pierre-François Séguier, ancien prieur de Sainte-Geneviève, abbé en 1662 et mourut en 1699.
- Pierre Ier Billoret, abbé en 1663.
- Erard Floriot, né au diocèse de Toul en 1622, abbé de 1667 à 1673, puis abbé général de Sainte-Geneviève.
- Antoine Ier Vatrée, né à Feuguières au diocèse d'Amiens, abbé en 1673 et mourut en 1688.
- Claude Ier Cheuvot, né à Bray, au diocèse de Sens en 1611, abbé en 1676 et jusqu'en 1680 où il mourut à Paris.
- Antoine II Petitpied, né à Paris, abbé de 1680 à 1684.
- François Ier Lefèvre, né à Noyon, abbé en 1684 où il meurt étant à Paris.
- Henri Wiard, né à Reims, abbé en 1684 et mourut en 1692.
- Pierre II Buisset, né à Reims en 1641, abbé de 1685 à 1688.
- Antoine II Petitpied (susdit), de nouveau abbé de 1688 à 1694 où il mourut en la maison du Val-des-Ecoliers à l'âge de 69 ans.
- Pierre II Buisset (susdit), élu de nouveau abbé en 1694 pour achever le troisième triennat de son prédécesseur, il mourut en 1702.
- Thomas le Berger, né à Auger en Normandie, abbé de 1694 à 1697 et mort en 1711.
- Claude II l'âris, né à Châlons-sur-Marne, abbé de 1697 à 1703, puis abbé général de Sainte-Geneviève, mort en 17 M. — 15.
- Pierre III David, né à Semur en 1653, abbé de 1703 à 1706 et mourut en 1720.
- Louis-Samuel de Rosset, parisien, abbé de 1706 à 1712.
- Jean Lefranc, né à Reims en 1646, abbé de 1712 à 1727 où il mourut à l'église frappé d'apoplexie à l'âge de 81 ans.
- Philippe-Bernard Lénet, né à Dijon d'une famille de robe, abbé en 1727 mais ne gouverna que quelques mois. Il était ami du célèbre François d'Aligre, abbé de Provins.
- Jacques Germon, abbé de 1727 à 1730, était en même temps visiteur de l'ordre.
- Michel Simon, abbé en 1730.
- Blaise Duchesne, de 1731 à 1745, puis abbé de Sainte-Geneviève de Paris.
- Renaut, abbé de 1745 à 1748.
- Louis Ier de Montbrun, abbé de 1748 à 1751.
- François II Roger, élu abbé en 1751.
- Louis II Langeois, abbé de 1732 à 1766.
- Louis III Chauberl, abbé de 1766 à 1769.
- Yves de Caradreux, élu abbé en 1769.
- Jean-Rémy Clocquet, dernier abbé du Val en 1789. Prisonnier, il demeura retiré à Chaumont où il exerça en secret certains actes religieux.

## Sources
- Émile Jolibois, La Haute-Marne ancienne et moderne, 1858.
- L'abbé Roussel, Le diocèse de Langres : histoire et statistique, 1875.
- Catherine Guyon, Les Écoliers de Christ, l'ordre canonial du Val des Écoliers, 1201-1539, 1998.